# Ciara Mageean
Ciara Mageean (Portaferry, 12 marzo 1992) è una mezzofondista irlandese.

## Record nazionali
Seniores
- 1500 metri piani: 3'56"63 ( Bruxelles, 2 settembre 2022)
- 1500 metri piani indoor: 4'06"42 ( Boston, 25 gennaio 2020)

## Palmarès
| Anno | Manifestazione                    | Sede           | Evento       | Risultato  | Prestazione | Note                                     |
| ---- | --------------------------------- | -------------- | ------------ | ---------- | ----------- | ---------------------------------------- |
| 2008 | Mondiali U20                      | Bydgoszcz      | 1500 m piani | 10ª        | 4'26"87     |                                          |
| 2008 | Giochi giovanili del Commonwealth | Pune           | 800 m piani  | 5ª         | 2'08"74     |                                          |
| 2008 | Giochi giovanili del Commonwealth | Pune           | 1500 m piani | Bronzo     | 4'22"53     |                                          |
| 2009 | Mondiali U18                      | Bressanone     | 800 m piani  | Argento    | 2'03"07     |                                          |
| 2010 | Mondiali U20                      | Moncton        | 1500 m piani | Argento    | 2'03"07     |                                          |
| 2010 | Giochi del Commonwealth           | Delhi          | 1500 m piani | 5ª         | 4'10"85     |                                          |
| 2011 | Europei U20                       | Tallinn        | 1500 m piani | Argento    | 4'16"82     |                                          |
| 2012 | Europei                           | Helsinki       | 1500 m piani | Batteria   | 4'19"23     |                                          |
| 2016 | Europei                           | Amsterdam      | 1500 m piani | Bronzo     | 4'33"78     |                                          |
| 2016 | Giochi olimpici                   | Rio de Janeiro | 1500 m piani | Semifinale | 4'08"07     |                                          |
| 2017 | Europei indoor                    | Belgrado       | 1500 m piani | Finale     | dnf         |                                          |
| 2017 | Mondiali                          | Londra         | 1500 m piani | Semifinale | 4'10"60     |                                          |
| 2018 | Mondiali indoor                   | Birmingham     | 1500 m piani | Batteria   | 4'11"81     |                                          |
| 2018 | Giochi del Commonwealth           | Gold Coast     | 800 m piani  | Batteria   | 2'03"30     |                                          |
| 2018 | Giochi del Commonwealth           | Gold Coast     | 1500 m piani | 13ª        | 4'07"41     |                                          |
| 2018 | Europei                           | Berlino        | 1500 m piani | 4ª         | 4'04"63     |                                          |
| 2019 | Europei indoor                    | Glasgow        | 1500 m piani | Bronzo     | 4'09"43     |                                          |
| 2019 | Mondiali                          | Doha           | 1500 m piani | 10ª        | 4'00"15     | Miglior prestazione personale            |
| 2021 | Giochi olimpici                   | Tokyo          | 1500 m piani | Batteria   | 4'07"29     |                                          |
| 2022 | Giochi del Commonwealth           | Birmingham     | 1500 m piani | Argento    | 4'04"14     | Miglior prestazione personale stagionale |
| 2022 | Europei                           | Monaco         | 1500 m piani | Argento    | 4'02"56     | Miglior prestazione personale stagionale |
| 2023 | Mondiali                          | Budapest       | 1500 m piani | 4ª         | 3'56"61     | Record nazionale                         |
| 2024 | Europei                           | Roma           | 1500 m piani | Oro        | 4'04"66     |                                          |

## Campionati nazionali
2017
- Oro ai campionati irlandesi indoor, 3000 m piani - 9'08"83

2018
- Oro ai campionati irlandesi, 800 m piani - 2'07"93
- Oro ai campionati irlandesi, 1500 m piani - 4'22"47

2019
- Oro ai campionati irlandesi indoor, 3000 m piani - 9'02"57
- Oro ai campionati irlandesi, 800 m piani - 2'07"30

2021
- 8ª ai campionati irlandesi di corsa campestre - 28'13"

2022
- Argento ai campionati irlandesi di corsa campestre - 27'20"

## Altre competizioni internazionali
2009
- Oro al Festival olimpico della gioventù europea ( Tampere), 1500 m piani - 4'15"46

2011
- 4ª nella First League degli Europei a squadre ( Smirne), 1500 m piani - 4'27"20

2016
- 9ª al Meeting de Paris ( Parigi), 1500 m piani - 4'01"46

2017
- 7ª ai London Anniversary Games ( Londra), miglio - 4'22"40

2018
- 9ª al British Grand Prix ( Birmingham), 1500 m piani - 4'06"13
- 4ª alla BOclassic ( Bolzano), 5 km - 16'20"

2019
- 8ª all'Herculis ( Monaco), miglio - 4'19"03

2020
- 12ª al Bauhaus-Galan ( Stoccolma), 1500 m piani - 4'10"99
- Bronzo all'Herculis ( Monaco), 1000 m piani - 2'31"06

2021
- 5ª all'Herculis ( Monaco), 1500 m piani - 4'02"48

2022
- Oro al Memorial Van Damme ( Bruxelles), 1500 m piani - 3'56"63
- Argento alla Weltklasse Zürich ( Zurigo), 1500 m piani - 4'01"68
- 4ª al Golden Gala ( Roma), 1500 m piani - 4'05"44
- 4ª al British Grand Prix ( Birmingham), 1500 m piani - 4'05"70

2023
- Argento all'Herculis ( Monaco), miglio - 4'14"58
- 11ª ai Bislett Games ( Oslo), miglio - 4'22"03
- 4ª al Golden Gala ( Roma), 1500 m piani - 4'00"95
- Argento al Memorial Van Damme ( Bruxelles), 1500 m piani - 3'55"87